# بين نيل
بين نيل (بالإنجليزية: Ben Neill)‏ هو ملحن أمريكي، ولد في 1957 في وينستون-سالم في الولايات المتحدة.

## وصلات خارجية
- بين نيل على موقع ميوزك برينز (الإنجليزية)
- بين نيل على موقع ديسكوغز (الإنجليزية)